# Robert Gilbert (chimiste)
Pour les articles homonymes, voir Robert Gilbert.
Robert G. Gilbert, né le 21 janvier 1946, est un professeur en chimie des polymères, notamment connu pour ses travaux sur la dynamique des réactions unimoléculaires et la polymérisation en émulsion au sein de l'université de Sydney. Depuis 2007, il est professeur au sein du Centre for Nutrition and Food Sciences à l'université du Queensland, où ses recherches se concentrent sur les relations entre la biosynthèse, la structure et les propriétés des molécules d'amidon.
En 1970, il obtient son doctorat à l'Université nationale australienne et travaille ensuite à l'université de Sydney jusqu'en 2006. En 1982, il est élu membre du Royal Australian Chemical Institute, puis en 1994, membre de l'Académie australienne des sciences. Il est nommé professeur à l'université de Sydney en 1992, où il fonde le Key Center for Polymer Colloïds, grâce à des financements de l'Australian Research Council, de l'université de Sydney et de partenaires industriels.
Au niveau international, Robert G. Gilbert s'est fortement impliqué au sein de l'International Union of Pure and Applied Chemistry (IUPAC), fondant différents groupes de travail sur la modélisation des cinétiques de polymérisation et la caractérisation de l'amidon. Il fut également le vice-président (1996-1997) puis le président (1998-2001) de la section Macromolécules de l'IUPAC.
Ses démarches scientifiques portent sur le développement de modèles théoriques novateurs qui visent à isoler des phénomènes individuels dans des systèmes complexes. En levant le voile sur les mécanismes de ces processus, il a approfondi, et dans certains cas révolutionné, la compréhension de la dynamique de systèmes entiers que ce soit en phase gazeuse ou des systèmes de polymérisation.

## La dynamique des réactions unimoléculaires
Les réactions dans des processus chimiques peuvent être soit unimoléculaires soit bimoléculaires. Le taux d'une réaction unimoléculaire est la combinaison de taux relatifs à la réaction et au transfert d'énergie collisionelle d'une molécule isolée. Son travail a consisté à développer des théorèmes expliquant cette relation, théorèmes qu'il utilisa ensuite pour développer des méthodes numériques et un langage informatique, UNIMOL, qui est aujourd'hui largement utilisé par la communauté scientifique.
En collaboration avec le professeur J. Troe, il développa des solutions approchées pour évaluer la dépendance en pression de ces coefficients. Il fournit également les premières solutions dans les cas où la conservation du moment angulaire est nécessaire. Ses méthodes sont aujourd'hui utilisées pour lisser les données et extrapoler à différents régimes de pression. Il obtint  avec ses collaborateurs des données sur les processus de transfert d'énergie collisionelle et prouva ainsi que chaque collision n'implique qu'un faible échange d'énergie. Il développa ensuite les premiers outils rigoureux pour calculer ces quantités à partir d'un modèle théorique basique; ses travaux sont aujourd'hui largement utilisés dans les modèles atmosphériques et la compréhension basiques des états de transition.  La prédiction du changement climatique et ses impacts sur la couche d'ozone repose principalement sur ces modèles.

## Lapolymérisation en émulsion
La polymérisation en émulsion est le procédé industriel le plus courant pour produire une large variété de polymères, entrant dans la composition des revêtements, peintures, adhésifs et caoutchoucs pneumatiques. Il s'agit d'un procédé complexe impliquant des processus séparés et simultanés qui a été longtemps abordé d'un point de vue purement empirique. Le travail de Bob Gilbert consista à développer des modèles mathématiques et des protocoles expérimentaux isolant certains processus individuels. 
De la même manière que pour les réactions unimoléculaires, la clé de la compréhension repose sur l'évaluation des taux de chaque étape prise individuellement. Ces étapes sont l'initiation (la vitesse à laquelle une chaîne en croissance apparaît), la propagation (la vitesse d'addition des monomères sur la chaîne en croissance), la perte des radicaux (à travers la terminaison ou les réactions de transferts) et la nucléation (la formation des particules de latex). À partir des modèles développés précédemment, il parvint à extraire des données ciblées, notamment sur la dépendance temporelle des coefficients et la distribution en masses moléculaires et en taille des particules formées. De nouvelles techniques expérimentales, comme la relaxation à radiolyse γ qui permet d'isoler la perte d'activité des radicaux des étapes de propagation et d'initiation. 
Les modèles mathématiques de Bob Gilbert ont permis de révéler les facteurs principaux contrôlant chaque étape et d'appliquer cette compréhension à n'importe quel système d'émulsion, validant ou invalidant les hypothèses postulées précédemment. L'utilisation des données fournies par ses modèles a également permis de montrer que la simple diffusion expliquait la perte de radicaux dans les particules. Les mécanismes d'initiation lors de la polymérisation en émulsion furent aussi expliqués par l'entrée des radicaux dans la particule (en termes de thermodynamique et de préceptes cinétiques) par une théorie qui identifie le processus de production d'espèces actives en surface dans la phase aqueuse. Ce modèle permit enfin de démontrer que le coefficient d'entrée était indépendant de la taille et des propriétés de surface des particules, au contraire de ce qui était postulé auparavant; il en résulta aussi des modèles a priori qui prédisent la formation des particules et leur distribution en masse
La compréhension des autres étapes de la polymérisation en émulsion fut également approfondie. Les avancées réalisées grâce à la polymérisation par laser pulsé (P.L.P.), en collaboration avec d'autres équipes, permirent d'obtenir des coefficients de propagation fiables et d'en déduire les paramètres d'Arrhénius correspondant à chaque grande famille de monomères (styrèniques, acryliques, méthacryliques, acrylamides) . Ses modèles permirent enfin d'expliquer que la diffusion contrôlait la réaction de terminaison.
L'apport de Bob Gilbert à la polymérisation en émulsion a permis de comprendre les mécanismes en jeu lors de la polymérisation en émulsion, dont la maîtrise était jusque-là essentiellement empirique. Grâce à ses modèles, il est aujourd'hui possible, dans le cas de systèmes simples, d'élaborer des matériaux aux propriétés prédictibles et s'applique également aux nouvelles techniques de polymérisation radicalaire contrôlée, comme la R.A.F.T.

## La biosynthèse de l'amidon
En 2007, sa nomination à l'Université du Queensland lui permet de réorienter ses recherches sur la biosynthèse de l'amidon et l'explication des relations synthèse-structure-propriétés, en appliquant la même démarche que pour la polymérisation en émulsion: l'isolation de chaque étape (enzymatique dans le cas de l'amidon) au sein d'un système complexe, par l'interprétation de données issues de la chimie analytique (principalement de la Chromatographie d'Exclusion Stérique (S.E.C.) et de l'Asymmetric Flow Field-Flow Fractionnation (AF4)). Les résultats attendus permettront d'arbitrer les mécanismes postulés jusqu'ici, ainsi que d'approfondir la compréhension de la formation et de la caractérisation des (bio)polymères hyperbranchés

## Brevets
- CJ Ferguson, RJ Hughes, BTT Pham, BS Hawkett, RG Gilbert, AK Serelis, CH Such. Aqueous dispersions of polymer particles. PCT/AU02/01735 (2002)
- S Peach, BR Morrison, RG Gilbert. Finely divided polymer dispersions, their production and use. Ger. Offen. DE 19929395 (2000)
- N Subramaniam, R Balic, RG Gilbert. Modified rubber polymer latex. PCT/AU98/00191 (1998)
- D Kukulj, TP Davis, RG Gilbert. Polymerization reactions under miniemulsion conditions. PCT PN6696 (1997)